# Nyamirambo
Nyamirambo är ett periodiskt vattendrag i Burundi.   Det ligger i provinsen Ruyigi, i den centrala delen av landet, 90 km öster om huvudstaden Bujumbura.
Omgivningarna runt Nyamirambo är en mosaik av jordbruksmark och naturlig växtlighet. Runt Nyamirambo är det ganska tätbefolkat, med 160 invånare per kvadratkilometer.